# Margot Asquith

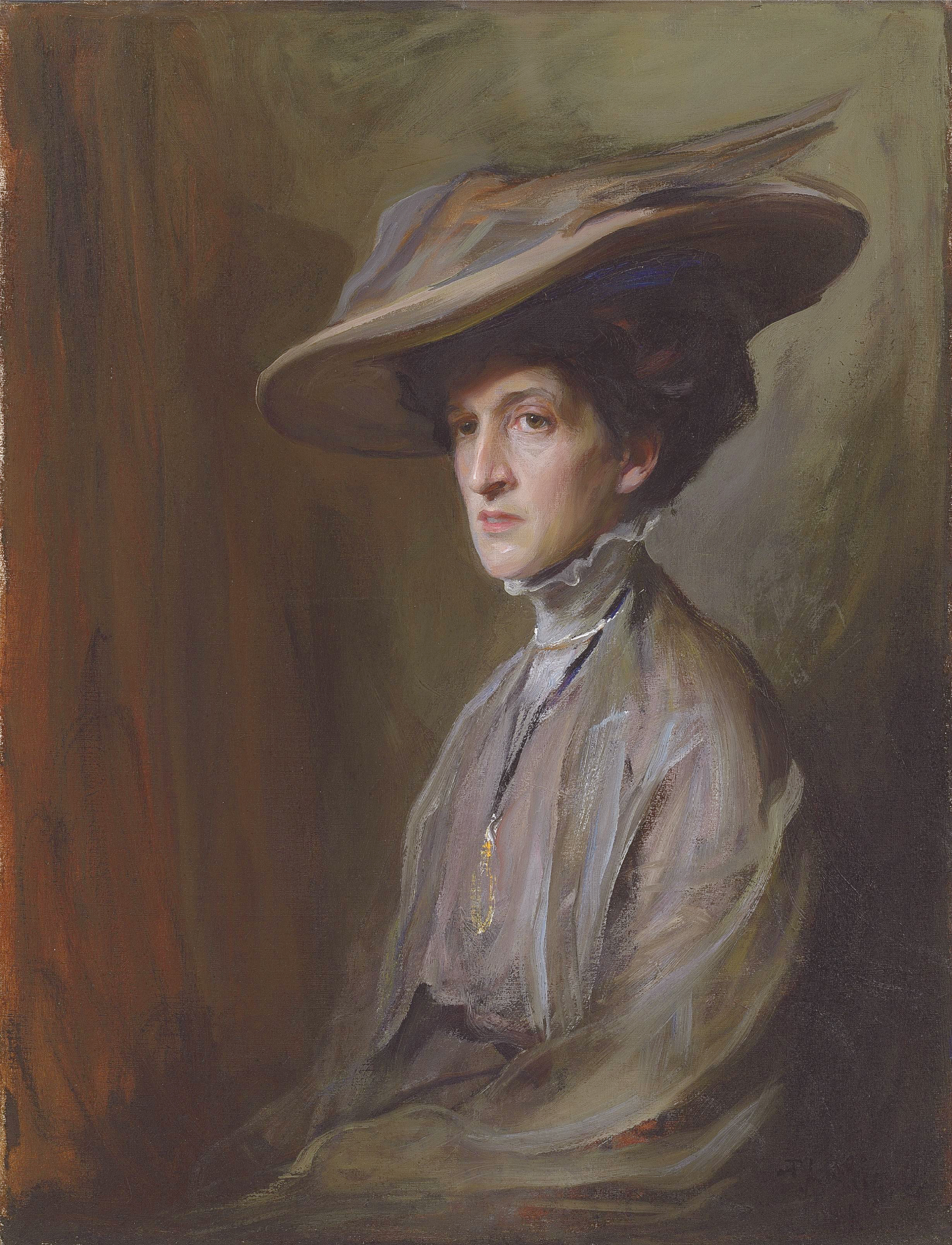
Philip Alexius de László: Margot, Lady Asquith, Öl auf Leinwand, 1909

Margot Asquith, Countess of Oxford and Asquith, geborene Emma Alice Margaret Tennant (* 2. Februar 1864 in Peeblesshire; † 28. Juli 1945) war eine britische Schriftstellerin. Asquith wurde vor allem bekannt als Gattin des langjährigen britischen Premierministers Herbert Henry Asquith sowie als Verfasserin eines vielgelesenen Erinnerungsbuches (The Autobiography of Margot Asquith).

## Leben und Wirken
Margot Asquith war das elfte Kind des Industriellen und Politikers Charles Clow Tennant und seine Ehefrau Emma Winsloe. Nach einer behüteten, aber freien Kindheit, die sie überwiegend auf dem Landsitz ihrer Eltern verbrachte, wurde Tennant in die Londoner Gesellschaft eingeführt, in der sie rasch zu einer festen Größe wurde. Gemeinsam mit ihrer Schwester Laura, die 1887 den einflussreichen Lord Alfred Lyttelton ehelichte, stand sie dabei jahrelang im Mittelpunkt eines politisch-kulturellen Salons, der in Anlehnung an ein Spottwort von Charles Beresford „The Souls“ genannt wurde.
Am 10. Mai 1894 heiratete sie den verwitweten liberalen Politiker Herbert Henry Asquith. Aus der Ehe gingen fünf Kinder hervor, von denen nur zwei das Säuglingsalter überlebten: Elizabeth Asquith (1897–1945), die 1919 den rumänischen Prinzen Antoine Bibesco heiratete, und der Regisseur Anthony Asquith (1902–1968).
Nachdem Herbert Asquith 1908 zum Premierminister berufen worden war, nahm Margot Asquith einen zentralen Platz im öffentlichen Leben Großbritanniens ein. Abseits der „üblichen“ Repräsentationsfunktionen der Premierministersgattin fiel Margot Asquith vor allem durch die energische Art auf, mit der sie ihren Mann für ihre Meinungen in politischen und gesellschaftlichen Fragen einzunehmen versuchte. Zudem wurde ihre forsche und nach außen gekehrte Umgangsart von breiten Teilen der britischen Presse und Öffentlichkeit mit Missfallen betrachtet.
Während des Ersten Weltkrieges trugen mehrere öffentliche Misstritte Margot Asquiths mit dazu bei, das Ansehen ihres Mannes in der Meinung der britischen Bevölkerung und in der politischen Klasse zu schmälern, was mittelbar mit zur Verschlechterung seiner politischen Stellung beitrug, die im Dezember 1916 in Asquiths Sturz als Premierminister mündete. Für Empörung in der britischen Öffentlichkeit sorgte Margot Asquith etwa, als sie deutsche Soldaten in einem Kriegsgefangenenlager der britischen Armee besuchte oder als sie ihren Stiefsohn Herbert bei einem Besuch in seinem Krankenquartier der Trunkenheit beschuldigte, während dieser tatsächlich infolge eines Artilleriebombardments an einer Kriegsneurose litt.
Nach dem Tod ihres Ehemanns 1927 lebte Asquith im Savoy Hotel und im Thurloe Place in Kensington. Seit den späten 1920er Jahren trat sie mit einer Reihe von Erinnerungsbüchern an die britische Öffentlichkeit. Diese Schriften werden die bis heute vor allem in der englischsprachigen Geschichtsschreibung häufig als Quellenmaterial für wissenschaftliche Arbeiten über die politischen Vorgänge der Jahre von 1894 bis 1927, und im Besonderen der Jahre von 1905 bis 1918/1922, verwendet, in denen sie als Gattin des Finanz- bzw. Premierministers und Oppositionsführers aus unmittelbarer Nähe Zeugin einer Vielzahl bedeutender politischer Ereignisse und Entscheidungen gewesen war. Einige der von ihr in ihren Memoiren gemachten Meinungsäußerungen sowie verschiedene ihrer Behauptungen sorgten dabei noch zu ihren Lebzeiten für öffentliche Kontroversen. So etwa Margot Asquiths heftige Angriffe auf David Lloyd George, den Nachfolger ihres Ehemanns im Amt des Premierministers, oder ihre Reminiszenz, dass Winston Churchill, damals Marineminister in der Regierung Asquith, am Abend des 4. August 1914 (dem Tag der britischen Kriegserklärung an Deutschland) das Kabinettszimmer in der Downing Street – anders als alle anderen Minister – mit einem glücklichen Lächeln betreten habe.

## Schriften
- The Autobiography Of Margot Asquith, 1920
- The Autobiography Of Margot Asquith. Volume II, 1922
- My Impressions of America, 1922
- Places & Persons, London 1925.
- Lay Sermons, 1927
- Octavia, 1928
- The Autobiography of Margot Asquith. Political Events and Celebrities, London 1933.
- More or Less about Myself, 1934
- "Off the Record", 1943
- Margot Asquith's Great War Diaries (2014)